# Imaginaire eenheid
Binnen de wiskunde is de imaginaire eenheid, aangeduid met {\displaystyle i}, binnen de elektrotechniek aangeduid met {\displaystyle j} om verwarring te voorkomen met de stroom die meestal met {\displaystyle I} wordt aangeduid, een complex getal waarvoor per definitie geldt:
{\displaystyle i^{2}=-1}
Door de invoering van de imaginaire eenheid is het mogelijk gebleken ook aan wortels van vergelijkingen als {\displaystyle x^{2}=-1} een betekenis te geven. De verzameling van de reële getallen wordt zo tot de verzameling van de complexe getallen uitgebreid. Girolamo Cardano rekende in de 16e eeuw voor het eerst met complexe getallen.
Alle nulpunten van een polynoom {\displaystyle f} liggen volgens de hoofdstelling van de algebra in het complexe vlak, dus binnen de complexe getallen. Een polynoom van de graad {\displaystyle n} kan in het complexe vlak dus in {\displaystyle n} lineaire factoren {\displaystyle (x-x_{i})}, met {\displaystyle x_{i}\in \mathbb {C} }, en een constante worden ontbonden. Altijd is dus {\displaystyle f(x_{i})=0}. Dit is niet voor de reële getallen het geval. Het is goed mogelijk dat wanneer de factoren van {\displaystyle f} worden bepaald daar maar minder dan {\displaystyle n} lineaire factoren {\displaystyle (x-x_{i})}, met {\displaystyle x_{i}\in \mathbb {R} }, bij zijn.
De vergelijking {\displaystyle x^{2}=-1} is van de graad 2, dus heeft twee oplossingen. Per definitie is {\displaystyle x=i} een oplossing en bijgevolg ook {\displaystyle x=-i}.

## Quaternionen
Het is mogelijk een lichaam (Ned) / veld (Be) te construeren, waarin de vergelijking {\displaystyle x^{2}=-1} nog meer oplossingen heeft. Dat is het lichaam / veld van de quaternionen. Behalve de imaginaire eenheid {\displaystyle i} worden ook {\displaystyle j} en {\displaystyle k} gedefinieerd, die verschillend van elkaar zijn en die in het kwadraat ook steeds gelijk aan {\displaystyle -1} zijn.

## Notatie
De imaginaire eenheid wordt soms als {\displaystyle {\sqrt {-1\ }}} genoteerd, wat alleen correct is als daarmee de hoofdwaarde van de complexe wortel wordt bedoeld en wat zeker niet als definitie van {\displaystyle i} kan fungeren. De rekenregels, die voor de vierkantswortel gelden, zijn alleen voor positieve getallen en nul gedefinieerd. Als deze rekenregel ten onrechte voor het getal {\displaystyle -1} zou worden toegepast, kan als volgt worden geredeneerd:
{\displaystyle -1=i\cdot i={\sqrt {-1\ }}{\sqrt {-1\ }}={\sqrt {-1\cdot -1\ }}={\sqrt {1\ }}=1}
De fout ligt in de toepassing van de rekenregel 
{\displaystyle {\sqrt {a\ }}\cdot {\sqrt {b\ }}={\sqrt {ab\ }}}
Deze regel geldt niet voor negatieve {\displaystyle a} en {\displaystyle b}, omdat {\displaystyle {\sqrt {-1\ }}} niet binnen het domein van de reële getallen is gedefinieerd.

## Imaginaire eenheid en de formule van Euler
Als in de formule van Euler
{\displaystyle e^{ix}=\cos {x}+i\sin {x}}
voor {\displaystyle x} het getal {\displaystyle \pi /2} gesubstitueerd wordt, ontstaat 
{\displaystyle e^{\frac {i\pi }{2}}=i}
Worden beide kanten tot de macht {\displaystyle i} verheven en de identiteit 
{\displaystyle i^{2}=-1}
toegepast, dan volgt:
{\displaystyle i^{i}=e^{-{\frac {\pi }{2}}}=0{,}2078795763\dots }